# Thorvald de Geus
Thorvald Erwin de Geus (Amsterdam, 5 juni 1964) is een Nederlandse diskjockey bij Radio Decibel.

## Loopbaan
Op 18-jarige leeftijd begint De Geus met zijn carrière op de radio. Zo is hij begin jaren 80 te horen op verschillende piratenstations zoals Focus 103 (Alkmaar), Delta Radio (Nijmegen) en Roulette (Baarn). Vanaf 1990 werkte hij voor ZFM, de lokale omroep in Zandvoort.
In september 1995 maakte De Geus de overstap naar de publieke popzender Radio 3FM. Daar presenteerde hij vanaf zaterdag 2 september 1995 voor de TROS de programma's TROS Nachtwacht, invaller bij de Havermoutshow en vanaf 16 december 1995 samen met Daniel Dekker de publieke hitlijst Mega Top 50. Tevens was hij de vaste vervanger van Daniel Dekker in De Gouden Uren. Op zaterdag 20 juni 1998 presenteerde De Geus zijn programma's voor de laatste keer voor de TROS op Radio 3FM en stapte per 1 juli 1998 over naar Radio Noordzee. Het station werd al snel omgedoopt in Noordzee FM. Van zomer 1999 tot lente 2000 deed hij de ochtendshow en van april 2000 tot februari 2003 de middag van 16 tot 19 uur. In 2002 werd het station opgekocht door Talpa Radio en veranderde de programmering per 3 februari 2003. Hij presenteerde enkele maanden van 19:00 tot 22:00 uur.
In de zomer van 2003 verloor zuster station Radio 10 Gold haar FM-frequentie bij de veiling van de etherfrequenties. Hierdoor moest de programmering van Radio 10 Gold op de schop. Thorvald de Geus kwam de programmering versterken en maakte zijn programma in eerste instantie elke werkdag tussen 18:00 en 22:00 uur. Later veranderde de programmering van Radio 10 Gold, zodat De Geus op het tijdslot van 19:00 tot 23:00 uur kwam te zitten. Radio 10 Gold zond in eerste instantie uit via de AM 1395 en later via de AM 1008. Ondanks het niet hebben van een FM-frequentie wist het station luistercijfers te behalen van rond de 5%. Begin maart 2007 besloot Talpa Radio te bezuinigen op Radio 10 Gold. Ondanks stabiele luistercijfers wisten de adverteerders het station niet te vinden, waardoor het station verlies leed. Talpa Radio besloot in te grijpen. Het gevolg was het ontslag van een aantal dj's, waaronder De Geus.
Op 1 september 2012 keerde De Geus terug op de radio. Hij maakte bij Feel Good Radio bijna een jaar lang een dagelijks programma tussen 15:00 en 18:00 uur. Daarnaast maakte hij voor het radiostation deel uit van de muziekredactie. Op 15 juli 2013 maakte De Geus de overstap naar Radio Decibel. De Geus presenteert sinds 11 augustus 2014 de middagshow op Radio Decibel en sinds 27 oktober 2014 de ochtendshow van Radio Royaal, per 1 januari 2016 Radio 8FM Randstad.
De Geus is sinds 2016 werkzaam als buschauffeur, eerst bij U-OV en vervolgens bij Syntus Utrecht. In de zomer van 2021 maakte hij zijn comeback op Radio M Utrecht als vervangend presentator.

## Overzicht
| Jaar        | Medium          | Functie                      |
| ----------- | --------------- | ---------------------------- |
| 1995 - 1998 | Radio 3 (TROS)  | Presentator                  |
| 1998 - 2003 | Noordzee FM     | Presentator, programmaleider |
| 2003 - 2007 | Radio 10 Gold   | Presentator                  |
| 2012 - 2013 | Feel Good Radio | Presentator, muziekredactie  |
| 2013 - 2017 | Radio Decibel   | Presentator                  |
| 2021        | Radio M Utrecht |                              |